# 30411 Besse
30411 Besse este o planetă minoră (asteroid), cu un diametru de 6,217 km, din centura de asteroizi. A fost descoperită pe 24 mai 2000 la Stația Anderson Mesa de Lowell Observatory Near-Earth-Object Search. 
Obiectul prezintă o orbită caracterizată de o semiaxă mare de 2,3633975 UAi, o excentricitate de 0,19, o înclinație de 3,8755 ° în raport cu ecliptica.